# Ernst Weltner
Ernst Weltner (* 5. November 1898 in Ippinghausen; † 21. Juni 1969 in Rinteln) war ein deutscher Pädagoge und Politiker (SPD).

## Leben und Beruf
Nach dem Volksschulabschluss besuchte Weltner die Lehrbildungsanstalten in Unruhstadt, Lissa und Frankenberg. Er nahm von 1916 bis 1918 als Soldat am Ersten Weltkrieg teil und wurde 1919 aus der Reichswehr entlassen. Danach setzte er seine Ausbildung an der Lehrbildungsanstalt fort und bestand 1920 die erste Lehrerprüfung. 1922/23 absolvierte er ein volkswirtschaftliches Studium in Breslau. Nach Ablegung der zweiten Lehrerprüfung 1925 sowie der Hilfsschullehrerprüfung 1926 arbeitete er als Hilfsschullehrer in Rinteln.
Weltner wurde 1933 aus dem Schuldienst entlassen, verhaftet und während der Zeit des Nationalsozialismus politisch verfolgt. Von 1939 bis 1945 nahm er als Soldat am Zweiten Weltkrieg teil. Bei Kriegsende geriet er in sowjetische Gefangenschaft, aus der er im April 1948 entlassen wurde. Anschließend war er erneut im Schuldienst tätig und wurde Hauptlehrer in Steinbergen. Weltner war vor 1933 Mitglied des Magistrates in Rinteln.

## Politik
Weltner trat 1921 in die SPD ein und war von 1929 bis 1933 Vorsitzender des SPD-Ortsvereins Rinteln. Weltner war seit 1948 Ratsherr in Rinteln und Kreistagsmitglied des Kreises Grafschaft Schaumburg. Dem Deutschen Bundestag gehörte er von 1949 bis 1965 an. Im Parlament vertrat er den Wahlkreis Neustadt – Grafschaft Schaumburg. 1966 wurde er Bürgermeister in Rinteln, kurz vor seinem Tod 1969 gab er das Amt aus Krankheitsgründen auf. 

## Weblink
- Kurzer Lebenslauf auf der Homepage der Stadt Rinteln

| Personendaten    | Personendaten                               |
| ---------------- | ------------------------------------------- |
| NAME             | Weltner, Ernst                              |
| KURZBESCHREIBUNG | deutscher Pädagoge und Politiker (SPD), MdB |
| GEBURTSDATUM     | 5. November 1898                            |
| GEBURTSORT       | Ippinghausen                                |
| STERBEDATUM      | 21. Juni 1969                               |
| STERBEORT        | Rinteln                                     |